# Marija Muzyčuk
Marija Muzyčuk (in ucraino Марія Музичук?; Leopoli, 21 settembre 1992) è una scacchista ucraina, grande maestro.
Campionessa del mondo femminile nel biennio 2015-2016, è tra le prime dieci donne del ranking mondiale dal settembre del 2015. Ha vinto sette medaglie alle Olimpiadi degli scacchi, delle quali tre d'oro, partecipandovi per sei volte con la nazionale ucraina.

## Carriera
Ha vinto il campionato ucraino femminile nel 2012 e 2013.
In aprile 2015 ha vinto a Soči il campionato del mondo femminile, battendo nella finale 2,5-1,5 (+1 =3) la russa Natal'ja Pogonina. L'ex campionessa del mondo Hou Yifan, che non ha partecipato al campionato, ha avuto però il diritto di giocare un match con titolo in palio con la nuova campionessa, svoltosi nel marzo 2016 a Leopoli e conclusosi con la sconfitta della giocatrice ucraina per 3-6 (+0 =6 -3).
Nel 2017 si è rifiutata di partecipare al campionato del mondo femminile di Teheran in aperta opposizione contro l'obbligo per le donne iraniane e per le concorrenti del torneo di indossare l'hijab.
Nel 2018 alle Olimpiadi degli scacchi di Batumi ha vinto imbattuta la medaglia d'oro in seconda scacchiera col punteggio di 8 punti su 10 partite (+6 =4 -0) e la Medaglia d'argento di squadra.
Nel 2021 partecipa alla prima edizione della Coppa del Mondo femminile a Soči. Elimina le due connazionali Inna Haponenko e Anna Ušenina, rispettivamente con il risultato di 1,5-0,5 e 4,5-3,5. Agli ottavi di finale (quarto turno) viene invece sconfitta dalla già campionessa del mondo russa Aleksandra Kostenjuk per 0,5-1,5.
Nel 2022 viene schierata in prima scacchiera alle Olimpiadi degli scacchi di Chennai, vincendo il torneo con la rappresentativa ucraina, il secondo olimpico a livello femminile, dopo quello vinto dalle connazionali a Torino 2006.
Nel 2023 alla Coppa del Mondo femminile di Baku, dopo aver  sconfitto al terzo turno l'indiana Vaishali con il risultato di 2-0, viene eliminata agli spareggi dalla sorella Anna negli ottavi di finale (quarto turno), con il risultato di 1,5-2,5.

## Vita privata
È la sorella minore di Anna Muzyčuk, anch'ella grande maestro ucraino e più volte componente della nazionale.